# Saint-Jean-de-Barrou
Saint-Jean-de-Barrou is een gemeente in het Franse departement Aude (regio Occitanie) en telt 231 inwoners (2004). De plaats maakt deel uit van het arrondissement Narbonne.
Saint-Jean-de-Barrou is onderdeel van het samenwerkingsverband van verschillende kleinere gemeenten (Communauté de communes de la Contrée de Durban-Corbières).

## Geografie
De oppervlakte van Saint-Jean-de-Barrou bedraagt 7,5 km², de bevolkingsdichtheid is 30,8 inwoners per km².

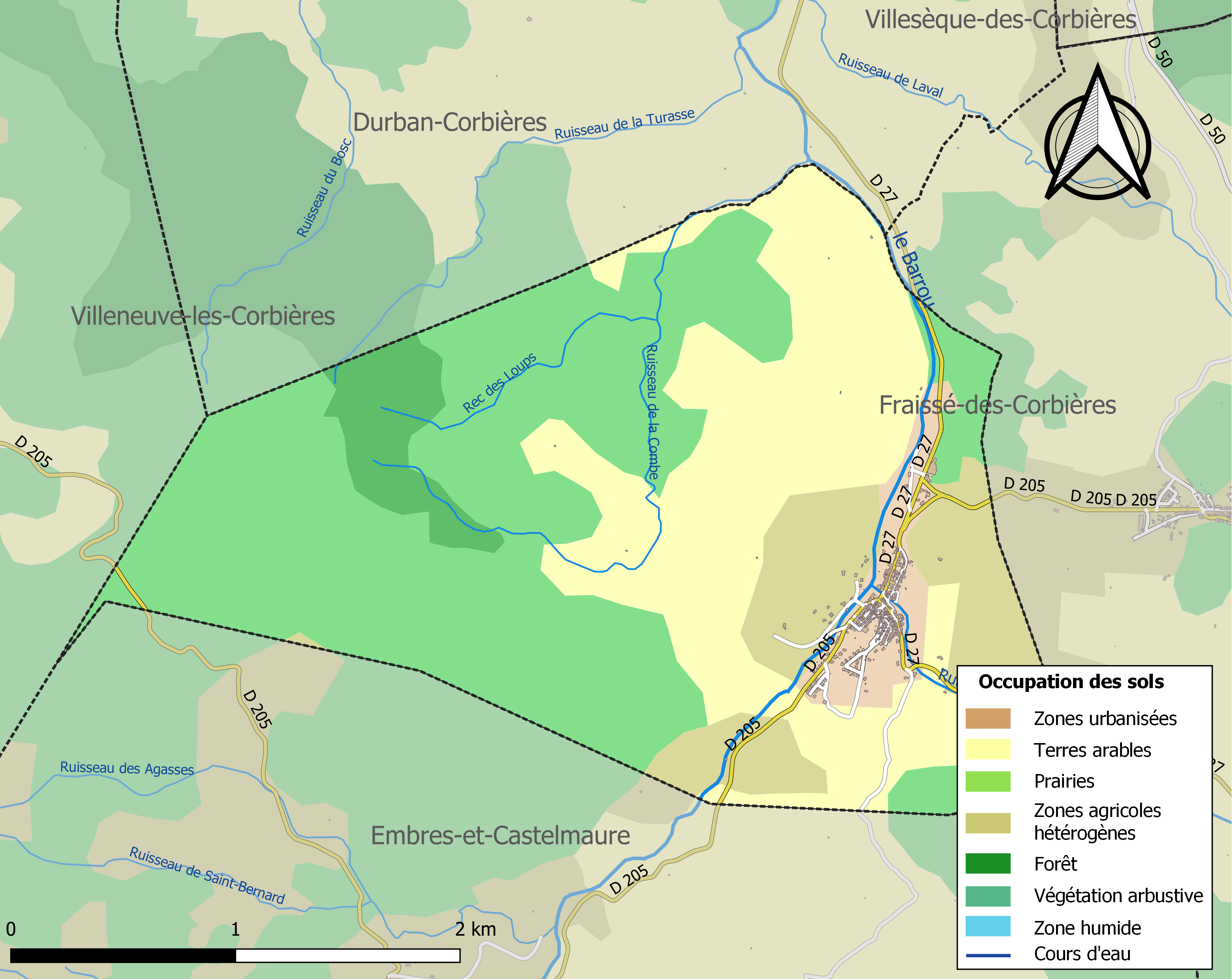
Kaart van de gemeente met de belangrijkste infrastructuur, bodemgebruik en omliggende gemeenten

## Demografie
Onderstaande figuur toont het verloop van het inwonertal (bron: INSEE-tellingen).

Vanwege een beveiligingsprobleem met de MediaWiki Graph-software is het momenteel niet mogelijk deze grafiek weer te geven. Zodra de software is bijgewerkt zal de grafiek vanzelf weer zichtbaar worden.